# Phyllanthus brassii
Phyllanthus brassii är en emblikaväxtart som beskrevs av Cyril Tenison White. Phyllanthus brassii ingår i släktet Phyllanthus och familjen emblikaväxter. Inga underarter finns listade i Catalogue of Life.